# Ferrari F12berlinetta
A Ferrari F12berlinetta 2013-ban megjelent sportautó, amelyet a Ferrari gyárt. Alapára a 2012-es megjelenéskor 102 millió forint volt. Motorja 740 lóerős, orrmotoros, V12-es. Viszonylag ritka autó, mert nem alapmodellnek számít. Dicsérő kritikákat kapott, dicsérték az autó agilitását, kényelmét, agresszivitását[forrás?].